# Bata, Ekvatorialguinea
Bata är en kuststad i Ekvatorialguinea och är belägen i den del av landet som ligger på Västafrikas fastland, i det område som kallas Río Muni. Den är i kamp med Malabo landets största stad, med 230 282 invånare (2001) i det distrikt som administreras av staden. Bata är administrativ huvudort för provinsen Litoral. 